# طائر الراهب الداكن
طائر الراهب الداكن (الاسم العلمي: Philemon fuscicapillus)، نوع من الطيور التي تتبع فصيلة آكلات العسل. موطنه جزيرة موروتاي (توجد أيضًا سجلات غير مثبتة على باكان) في شمال مالوكو بإندونيسيا.